# Administration municipale en Inde française
Bien que la France ait établi des colonies en Inde dès le XVIIe siècle, ce n'est pas avant la fin du XIXe siècle qu'elle les a divisées en communes.

## Historique des communes
Un décret daté du 12 mars 1880 introduisit un système d'administration municipale de type français, avec des mandats de six ans pour les postes de maires et de conseillers municipaux.
Le territoire a d'abord été divisé en dix communes, à savoir :
- colonie de Pondichéry
  - Pondichéry
  - Oulgaret
  - Villenour
  - Bahour
- colonie de Karikal
  - Karikal
  - Grand'Aldee
  - Nedoungadou
- colonie de Chandernagor
  - Chandernagor
- colonie de Mahé
  - Mahé
- colonie de Yanaon
  - Yanaon

Comme les différentes communes étaient trop grandes pour permettre une administration efficace, un décret du 24 décembre 1907 les réorganisa en 17 communes :
- L'Établissement de Pondichéry fut divisé en huit communes ayant pour chefs-lieux :
  - Pondichéry ;
  - Ariancoupom ;
  - Modéliarpeth ;
  - Oulgaret ;
  - Bahour ;
  - Nettépacom ;
  - Villenour ;
  - Tiroubouvané ;
- L'Établissement de Karikal fut divisé en six communes ayant pour chefs-lieux :
  - Karikal ;
  - Tirounallar ;
  - Nédoungadou ;
  - Cotchéry ;
  - Grande-Aldée ;
  - Néravy ;
- L'Établissement de Chandernagor forma une commune ayant pour chef-lieu :
  - Chandernagor
- L'Établissement de Mahé forma une commune ayant pour chef-lieu :
  - Mahé ;
- L'Établissement de Yanaon forma une commune ayant pour chef-lieu :
  - Yanaon.

À la suite de la fusion de Chandernagor et du Bengale-Occidental, le nombre de communes fut réduit à seize.

## La structure communale
Chaque commune est dotée d'une mairie où siège l'administration municipale et possède douze à dix-huit sièges de conseillers municipaux. La commune est gérée par le conseil municipal et le maire. La durée du mandat d'un conseil municipal est de 6 ans, avec la moitié des membres renouvelé aux 3 ans.

## Historique des élections municipales
- 30 mai 1880
- 1886
- 1892
- 1898
- 1904

Après la réorganisation en 17 communes
- 21 février 1908
- 1916
- 1922
- 9 mai 1928
- 1934
- 1940
- 1946

Élections tenues sur la base de l'accord indo-français daté de juin 1948
- 24 octobre 1948
- 18 octobre 1954

Après le transfert de facto à l'Union indienne le 1er novembre 1954
- 1962
- 1968
- 2006

### Élections marquantes
Les élections du 24 octobre 1948 et du 18 octobre 1954 furent particulièrement marquantes pour l'histoire de l'Inde française.

#### Élections du 24 octobre 1948
Les élections municipales de 1948 ont été plus ou moins paisibles. L'organisation Congress Karma Parishad (en), une organisation subventionnée par les membres du Parti du Congrès indien du bengale ont gagné 22 des 24 sièges. Le Parishad avait pour objectif la fusion avec l'Inde.
Le 15 décembre le nouveau conseil municipal a voté une résolution pour demander la fusion avec l'Inde et a demandé aux gouvernements français et indiens que le changement d'administration se passe « de une manière lisse et amicale avant le 31 mars 1949 ».
- Nombre de sièges : 24
  - Siège du Congress Karma Parishad : 22
  - Siège du Groupe pro-français : 2

Le 3 mars 1949 il a été décidé de l'organisation d'un référendum séparé.
Le référendum a été tenu le 19 juin 1949. Sur 10 503 électeurs, avec 6 387 suffrages exprimés, 6 165 (97 %) étaient pour l'union avec l'Inde, et seulement 119 pour rester sous souveraineté française.

#### Les autres résultats d'élections de 1948
En juin 1948 les gouvernements français et indien sont parvenus à un accord quant à la détermination de l'avenir des établissements français. Des élections municipales ont été tenues à Pondichéry, Karikal et Yanaon le 24 octobre 1948. Les deux partis principaux étaient le Parti socialiste de l'Inde française (les Socialistes), favorable a la souveraineté française, et le Parti du Congrès National indien, favorable à l'union avec l'Inde.
- Pondichéry : 102
  - Socialistes : 83
  - Parti du Congrès : 13
  - Indépendants : 9

- Karikal: 74
  - Socialistes : 64
  - Parti du Congrès : 10

- Yanaon : 12
  - Socialistes : 03
  - Indépendants : 09

- Mahé : 12
  - En raison de troubles sérieux, les élections n'ont pas été tenues à Mahé.

#### Les résultats d'élection de 1954
Les négociations entre la France et l'Inde ont repris le premier août 1954. Un compromis entre les points de vue français et indien a été trouvé. Le 18 octobre un communiqué commun a déclaré que « tous les membres élus de l'Assemblée représentative et des conseils municipaux se réuniront en Congrès le 18 octobre à Pondichéry pour considérer les propositions communes des deux Gouvernements pour un règlement définitif sur l'avenir des établissements et enregistrer leur décision sur ces propositions comme une expression des souhaits des gens ».
Le Congrès s'est réunis à Kizhoor, un village de l'établissement de Pondichéry. Après avoir considéré le projet d'accord mis en avant par les Français et les Indiens, le Congrès a voté à bulletin secret pour l'union avec l'Inde. Un accord pour le transfert de fait des Établissements a été ensuite signé à Delhi le 21 octobre 1954.
- Électeurs totaux : 178
  - Pour l'Inde : 170
  - Pour la France : 8

## L'administration communale après le transfert
Même après le transfert à l'Union indienne, l'administration communale est basée sur le décret de 1880, mais avec des modifications considérables.

### Sources
- « Décret du 25 décembre 1907 », Journal officiel des établissements français dans l'Inde, Pondichéry, no 7 bis « Supplément »,‎ 22 février 1908, p. 100 (lire en ligne).
  - « Tableau annexe du décret du 25 décembre 1907, indiquant les limites des communes des Établissements de l'Inde et la liste des aldées faisant partie de ces communes », Journal officiel des établissements français dans l'Inde, Pondichéry, no 7 bis « Supplément »,‎ 22 février 1908, p. 100 (lire en ligne).
- (en) R. H. Parker, « The french and portuguese settlements in India », The Political Quarterly, vol. 26, no 4,‎ octobre 1955, p. 389–398 (ISSN 0032-3179, DOI 10.1111/j.1467-923X.1955.tb02588.x)